# Alexej Gorlatch

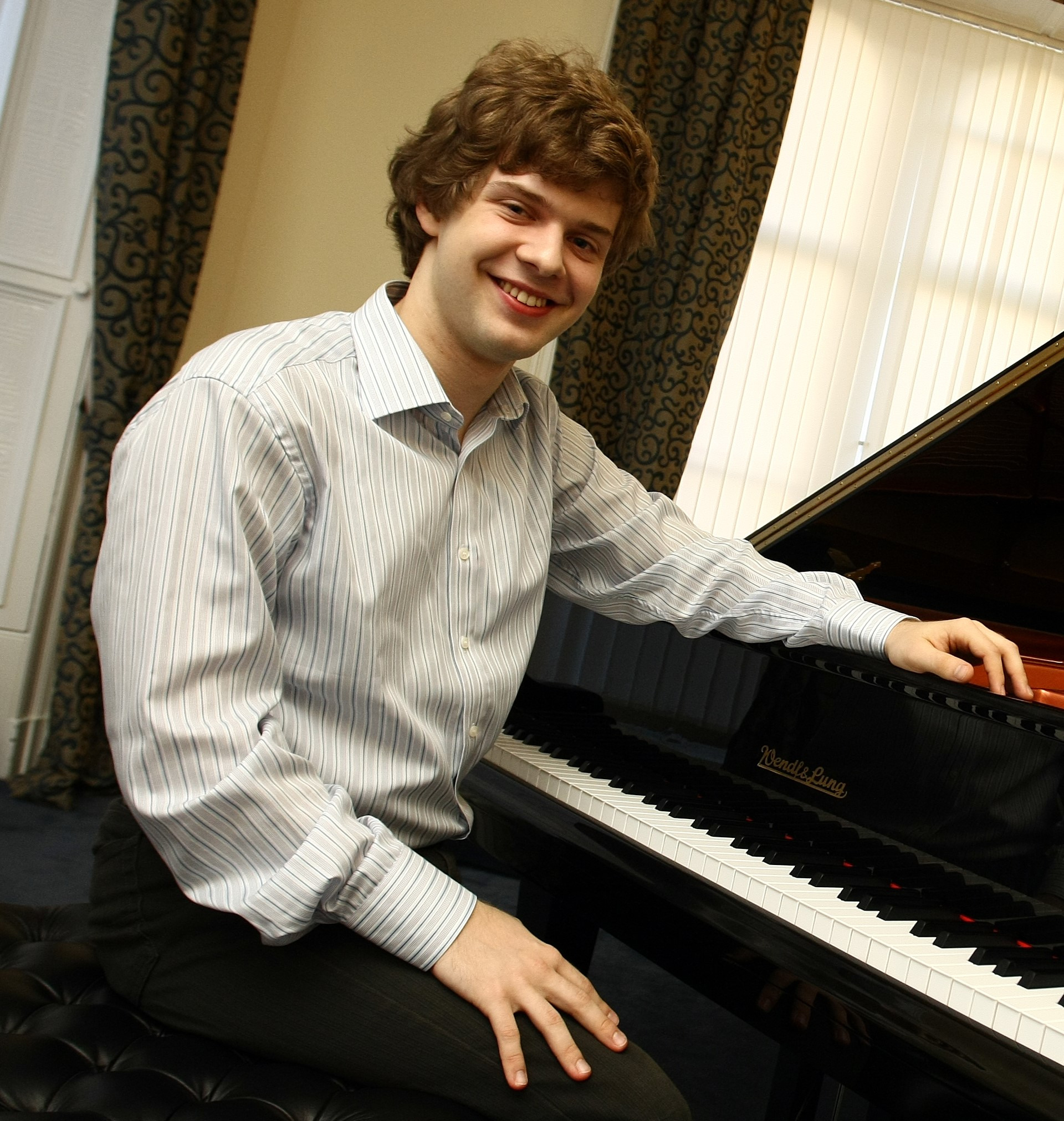
Alexej Gorlatch (2009)

Alexej Gorlatch (* 1988 in Kiew, Ukrainische SSR) ist ein deutsch-ukrainischer Pianist und Musikpädagoge. Seit 2020 ist er Professor für Klavier an der Staatlichen Hochschule für Musik und Darstellende Kunst Mannheim. Im Jahr 2011 wurde Gorlatch mit dem ersten Preis des Internationalen Musikwettbewerbes der ARD im Fach Klavier ausgezeichnet, wo er auch den Publikumspreis sowie mehrere Sonderpreise erhielt.

## Leben und Werk
Alexej Gorlatch wurde 1988 in Kiew geboren. Er begann seine Klavierausbildung im Alter von sieben Jahren bei Eduard-Georg Georgiew an der Musikschule in Passau. Mit zwölf Jahren ging er als Jungstudent an die Universität der Künste Berlin und studierte bei Martin Hughes. Sein Studium absolvierte er an der Hochschule für Musik, Theater und Medien Hannover bei Karl-Heinz Kämmerling und Bernd Goetzke, wo er mit dem Konzertexamen abschloss.
Gorlatch gewann zahlreiche Klavierwettbewerbe, darunter den Internationalen Musikwettbewerb der ARD 2011, Hamamatsu International Piano Competition 2006, Deutscher Musikwettbewerb 2008, Internationaler Anton G. Rubinstein-Wettbewerb 2009 und Dublin International Piano Competition 2009, zudem errang er ebenfalls 2009 die Silbermedaille bei der Leeds International Pianoforte Competition.
Alexej Gorlatchs intensive Konzerttätigkeit führte ihn auf die wichtigsten Konzertpodien der Welt, wie die Carnegie Hall in New York, Wigmore Hall in London, das Konzerthaus Berlin und die Berliner Philharmonie, das Wiener Konzerthaus, das Festspielhaus Salzburg und die Suntory Hall in Tokyo. Er konzertierte bei zahlreichen Festivals, wie dem Lucerne Festival, dem Klavier-Festival Ruhr, dem Rheingau Musik Festival, dem Yokohama International Piano Festival, den Schwetzinger Festspielen, dem Schleswig-Holstein Musikfestival, dem MDR-Musiksommer, den Festspielen Mecklenburg-Vorpommern und vielen anderen. Konzerttourneen führten ihn nach Asien, Europa und die USA. Als Solist trat Alexej Gorlatch mit zahlreichen Orchestern auf, wie dem Symphonieorchester des Bayerischen Rundfunks, dem hr-Sinfonieorchester, dem NDR-Sinfonieorchester und der NDR Radiophilharmonie, dem Radio-Sinfonieorchester Stuttgart, dem Rundfunk-Sinfonieorchester Berlin, dem SWR Sinfonieorchester Baden-Baden und Freiburg, der Dresdner Philharmonie, dem Münchner Rundfunkorchester, der Camerata Salzburg, dem Wiener Kammerorchester sowie mit den führenden Orchestern Japans.
Alexej Gorlatch lehrt seit 2020 als Professor für Klavier an der Staatlichen Hochschule für Musik und Darstellende Kunst Mannheim. Er lehrte von 2016 bis 2020 als Professor an der Hochschule für Musik und Darstellende Kunst in Frankfurt am Main, von 2012 bis 2016 an der Universität für Musik und darstellende Kunst Wien und im Jahr 2016 an der Hochschule für Musik, Theater und Medien Hannover. Er gab Meisterkurse in Europa, Asien und den USA und war Jurymitglied bei internationalen Wettbewerben.
Alexej Gorlatch hat zahlreiche Tonträgeraufnahmen eingespielt.  Seine Diskographie umfasst Studioproduktionen bei den Labels Sony Classical, OehmsClassics, BR-Klassik, Genuin und RAM sowie Veröffentlichungen von Konzertmitschnitten, beispielsweise 2012 in der Edition Klavier-Festival Ruhr und 2011 beim Label BR-Klassik.